# De interpretatione

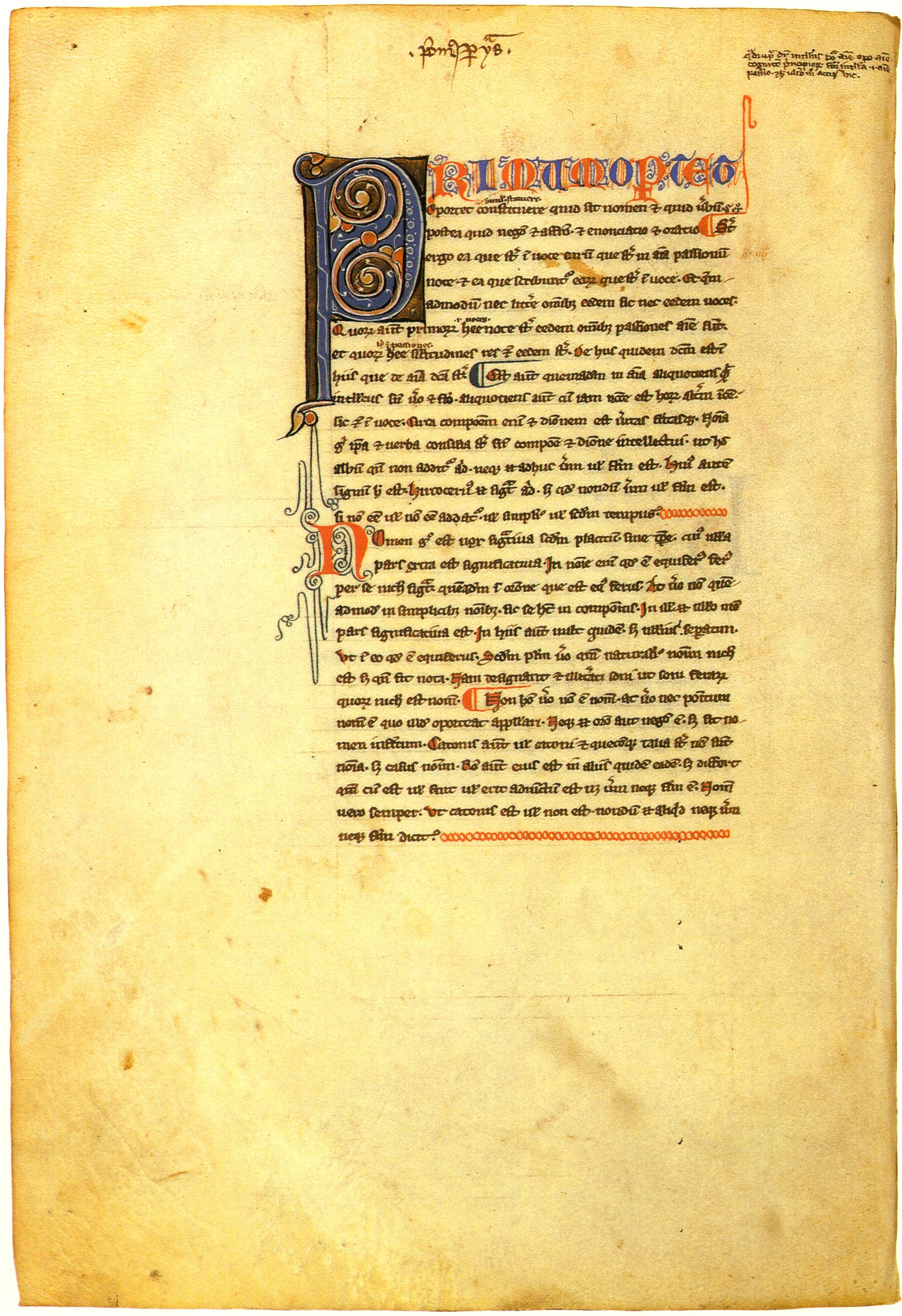
Der Anfang von De interpretatione in der lateinischen Übersetzung des Boethius. Handschrift Rom, Biblioteca Apostolica Vaticana, Vaticanus Palatinus lat. 988, fol. 21v (Ende des 13. Jahrhunderts)

Lehre vom Satz (altgriechisch Περὶ ἑρμηνείας Perí hermēneías, lateinisch De interpretatione) ist der Titel einer Schrift des Philosophen Aristoteles. Es handelt sich um eine seiner sechs logischen Schriften, die zusammen als Organon bezeichnet werden.
Das zentrale Thema der Schrift sind logische Aussagen. Das Organon ist nach dem Prinzip „Vom Teil zum Ganzen“ aufgebaut: Das erste Buch behandelt die Begriffe (Termini), das zweite Buch dasjenige, was sich aus Begriffen aufbaut, nämlich die logischen Aussagen und die logischen Beziehungen zwischen ihnen; die restlichen Bücher befassen sich dann mit den nächstgrößeren Einheiten, die ihrerseits aus Aussagen bestehen, nämlich den logischen Schlüssen.

## Inhalt

### Vorbereitende Begriffserklärungen (1. bis 4. Kapitel)

#### Erkenntnistheoretische Voraussetzungen (1. Kapitel)
Zu Beginn spricht Aristoteles einige erkenntnistheoretische Grundannahmen aus. Demnach gibt es Dinge (on, eine andere Übersetzung wäre: Gegenstände). Von diesen Dingen gibt es Abbilder in unseren Seelen (psyche), die Aristoteles Vorstellungen (pathemata) nennt. Ein Laut (phone, hier auch mit „Wort“ übersetzbar) ist ein Zeichen (symbolon) für eine solche Vorstellung. Und etwas Geschriebenes (graphomena) ist wiederum ein Zeichen für Laute.
Es gibt also: Dinge, Vorstellungen in unseren Seelen, Laute (oder: Worte, Gesprochenes; diese sind der Gegenstand der weiteren Untersuchung) und Geschriebenes.

#### Zu Aussagen verbundene Worte (1. Kapitel)
Aristoteles geht nun näher auf die Laute oder Worte ein. Ein Wort wie „Mensch“ oder „Weiss“, das ohne Verbindung (synthesin) und Trennung (diairesin) ausgesprochen wird, ist weder wahr noch falsch. Nur in Verbindung oder Trennung ausgesprochene Worte wie „Der Mensch ist weiß“ sind entweder wahr oder falsch. Diese in Verbindung ausgesprochenen Worte nennt man logische Aussagen.

#### Das Hauptwort (2. Kapitel)
Im 1. Kapitel hat Aristoteles erklärt, was er mit dem Begriff „Laut“ oder „Wort“ (phone) meint und hat darüber hinaus innerhalb der Worte die Hauptworte (onomata, auch onoma) von den Zeitworten (remata) unterschieden.
Er definiert nun das Hauptwort als einen „Laut, der konventionell etwas bedeutet, ohne eine Zeit einzuschließen und ohne dass ein Teil von ihm eine Bedeutung für sich hat“. Mit „konventionell“ will Aristoteles darauf hinweisen, dass die sprachlichen Zeichen auf ihre Bedeutung gemäß einer menschlichen Übereinkunft verweisen und nicht aufgrund eines natürlichen Zusammenhangs (so wie Flecken Masern „bedeuten“). Die Klausel „ohne eine Zeit einzuschließen“ soll die Hauptworte von den Zeitworten abgrenzen. Mit dem Zusatz „ohne dass ein Teil von ihm eine Bedeutung für sich hat“ will Aristoteles wahrscheinlich Hauptworte von größeren sprachlichen Einheiten wie Sätzen unterscheiden, deren Bedeutung sich aus der Bedeutung ihrer Bestandteile zusammensetzt. Dagegen enthält das Wort „Maus“ das Wort „aus“ nur als Laut, nicht als Bedeutungskomponente.

#### Das Zeitwort (3. Kapitel)
Ein Zeitwort wird hier von Aristoteles bestimmt als ein „Wort, das die Zeit mit anzeigt, dessen Teile nie etwas für sich bedeuten und das immer etwas zu verstehen gibt, was von einem anderen gilt.“ Dass Verben „die Zeit mit anzeigen“ erläutert Aristoteles so: Im Gegensatz zu dem Nomen „Gesundheit“ drückt das Verbum „ist gesund“ aus, dass die Gesundheit in der Gegenwart besteht. Was das Verb ausdrückt, gilt aber „von einem anderen“, nämlich von dem Subjekt, das gesund ist.

#### Die (zusammenhängende) Rede (4. Kapitel)
Rede ist nach Aristoteles „ein Laut, der konventionell etwas anzeigt und von dem ein einzelner Teil gesondert etwas anzeigt“. In dem Satz „Sokrates läuft“ haben beispielsweise die Teile „Sokrates“ und „läuft“ jeweils eine Bedeutung, die zu der Bedeutung des Ganzen beiträgt. Nicht bei jeder Rede wird einem Subjekt ein Prädikat zu- oder abgesprochen, d. h. nicht jede Rede ist wahr oder falsch. Ein Gegenbeispiel ist die Bitte. Aristoteles will sich jedoch im Folgenden auf eine Diskussion der wahrheitsfähigen Rede, der Aussage, beschränken, da die anderen Redetypen in den Bereich der Poetik und Rhetorik gehören. 

### Die Aussage (5. bis 9. Kapitel)

#### Definition der Aussage (5. Kapitel)
Hier erklärt Aristoteles eine Aussage als einen „Laut, dazu bestimmt, den Bestand oder Nichtbestand eines Dinges mit Unterscheidung der Zeiten anzuzeigen“. Jede Aussage enthält ein Verb und damit auch eine zeitliche Bestimmung. Durch das Verb wird einem Subjekt etwas zu- oder abgesprochen, d. h. Bestand oder Nichtbestand angezeigt. Eine Rede kann ihrerseits aus mehreren einfachen Aussagen zusammengesetzt sein.

#### Bejahung und Verneinung (6. Kapitel)
„Bejahung“ ist nach Aristoteles „eine Aussage, die einem etwas zuspricht“, „Verneinung“ analog eine, „die einem etwas abspricht“. Bejahung und Verneinung sind einander kontradiktorisch entgegengesetzt, sofern keiner der beteiligten Begriffe homonym gebraucht wird. Zum Beispiel sind die Aussagen „Sokrates ist ein Fuchs“ und „Sokrates ist kein Fuchs“ nicht entgegengesetzt, weil in der ersten Aussage „Fuchs“ in der übertragenen Bedeutung „schlauer Mensch“ gebraucht wird.

#### Kapitel 7: Allgemeines und Einzelnes (7. Kapitel)
Aristoteles unterscheidet hier zwischen einem „Allgemeinen“ wie zum Beispiel „Mensch“, das „naturgemäß von mehrerem“ ausgesagt wird, und einem „Einzelnen“, bspw. „Sokrates“, das „nicht von mehrerem ausgesagt werden kann“. Von etwas Allgemeinem kann nun wiederum eine allgemeine Aussage getroffen werden wie in „Jeder Mensch ist gerecht“, hier wird nämlich von dem Allgemeinbegriff „Mensch“ vermittels des Quantors „jeder“ eine allgemeine Aussage getroffen. Einer allgemeinen Aussage ist die Aussage, dass das Verhältnis nicht allgemein gilt, kontradiktorisch entgegengesetzt, so zum Beispiel der Aussage „Jeder Mensch ist gerecht“ die Aussage „Nicht jeder Mensch ist gerecht“. Genau eine dieser Aussagen muss nämlich wahr sein. Die Bejahung des Allgemeinen und seine Verneinung sind dagegen bloß konträr wie in „Jeder Mensch ist gerecht“ vs. „Kein Mensch ist gerecht“. Diese können nämlich beide falsch, allerdings nicht beide wahr sein. Verneint man die letzten beiden Aussagen, erhält man Aussagen, die gemeinsam wahr aber nicht gemeinsam falsch sein können: „Nicht jeder Mensch ist gerecht“ „Mindestens ein Mensch ist gerecht“. Solche Aussagen hat man später als „subkonträr“ bezeichnet.

#### Kapitel 8: Homonymie (8. Kapitel)
Aristoteles weist darauf hin, dass bei homonymen Begriffen auch Bejahung und Verneinung mehrdeutig sind. Würde man nämlich „Pferd“ und „Mensch“ beide mit dem Wort „Mantel“ bezeichnen, so handelte es sich bei der Aussage „Der Mantel ist weiß“ nicht um eine einfache, sondern eigentlich um eine komplexe Aussage, nämlich um die Aussage „Der Mensch ist weiß und das Pferd ist weiß“.

#### Kapitel 9: Aussagen über die Zukunft (9. Kapitel)
Das Kapitel 9 ist das von der späteren Philosophie am meisten beachtete der „Lehre vom Satz“. Hier wird einerseits die logische Problematik des sogenannten „Satzes vom ausgeschlossenen Dritten“ berührt, andererseits die naturphilosophischen Fragestellungen des Determinismus und der Zeit angesprochen. 
Nach Aristoteles sind Aussagen über die Zukunft weder wahr noch falsch, für sie gilt also der Satz des ausgeschlossenen Dritten nicht. Aristoteles argumentiert hier wie folgt „Wenn es aber immer wahr war, zu sagen, dass etwas ... sein werde, so ist es nicht möglich, dass solches ... nicht sein werde. Wovon es aber unmöglich ist, dass es nicht wird, das muss werden. Also wird alles, was in der Zukunft wird, notwendig ... .“ Nimmt man also an, dass Aussagen über die Zukunft schon vor ihrem Eintreten wahr sind, so folgt nach Aristoteles, dass die Zukunft vor ihrem Eintreten bereits festgelegt ist. Diese Konsequenz ist aber unannehmbar, „denn wir sehen, dass manches Zukünftige seinen Grund darin hat, dass man etwas überlegt und tut ...“. Im Gegensatz zu Aussagen über die Vergangenheit und die Gegenwart sind also bei Aussagen über die Zukunft „nicht notwendig von jeder entgegengesetzten Bejahung und Verneinung die eine wahr und die andere falsch“.
Berühmt ist das von Aristoteles hier gewählte Beispiel der Seeschlacht. Wenn morgen eine Seeschlacht stattfinden wird, ist die Aussage, dass sie morgen stattfinden wird, schon jetzt wahr; wenn sie nicht stattfinden wird, gilt dies für die Aussage "Die Seeschlacht wird nicht stattfinden". Da nur diese beiden Möglichkeiten bestehen, muss eine der beiden Aussagen schon jetzt der Wahrheit entsprechen und die gegenteilige nicht. Wenn aber dies der Fall ist, können wir nichts tun, was das Gegenteil des jetzt schon Zutreffenden herbeiführen würde. Daraus müsste sich, da dies für jedes künftige Ereignis gilt, ein strenger Determinismus ergeben. Aristoteles lehnt jedoch den Determinismus ab. Daher gibt er für kontingente Ereignisse der Zukunft (lateinisch contingentia futura) den Satz vom ausgeschlossenen Dritten auf.

### Aussagen mit Beifügungen (10. bis 14. Kapitel)

#### Privationen (10. Kapitel)
Aristoteles untersucht die verneinten Begriffe – die so genannten „Privationen“ – wie zum Beispiel „ungerecht“ (zu „gerecht“). Er stellt Folgerungsverhältnisse zwischen Sätzen mit verneinten und nicht verneinten Begriffen fest: Aus „Jeder Mensch ist ungerecht“ folgt „Kein Mensch ist gerecht“ und aus „Ein Mensch ist gerecht“ folgt „Nicht jeder Mensch ist ungerecht“.

#### Verbindung von Prädikationen (11. Kapitel)
Aristoteles stellt fest, dass man unter Umständen zwei Prädikationen zu einer vereinigen kann und dass dies in anderen Fällen nicht erlaubt ist. So kann man, wenn man von einem bestimmten Menschen aussagen kann, er sei Sinnenwesen und zweifüßig, folgern, er sei ein zweifüßiges Sinnenwesen. Ist er jedoch Schuster und gut, so folgt nicht unbedingt, dass er ein guter Schuster ist. Aristoteles stellt heraus, dass sich im ersten Fall die Wahrheit der Prädikation (auch „Prädikation per se“ genannt) aufgrund einer Definition ergibt: „zweifüßig“ und „Sinnenwesen“ sind in der Definition von „Mensch“ enthalten. Im zweiten Fall (Prädikation „per accidens“) beruht die Wahrheit auf einem zufälligen (empirischen) Zusammenhang. Daher ist die Vereinigung zu einer einzelnen Prädikation hier nicht immer zulässig (obwohl sie manchmal statthaft sein kann).

#### Modalbegriffe (12. Kapitel)
Aristoteles befasst sich hier mit den Modalbegriffen „vermögend“, „notwendig“ und „unmöglich“. Für ihn schließt „vermögend zu sein“ auch immer „vermögend nicht zu sein“ ein. Was beispielsweise gehen kann, kann immer auch nicht gehen. Er klärt die Verneinung der Modalbegriffe: Die Verneinung von „notwendig zu sein“ ist „nicht notwendig zu sein“ anstatt „notwendig nicht zu sein“ (ähnlich ist es mit „vermögend“ und „unmöglich“). Will man beispielsweise „Gott existiert notwendig“ verneinen, gelangt man zu „Gott existiert nicht notwendig“ anstatt zu: „Gott existiert notwendig nicht“.

#### Modale Schlussfolgerungen (13. Kapitel)
Aristoteles untersucht Folgerungsbeziehungen zwischen Aussagen mit Modalbegriffen. So folgt beispielsweise aus „vermögend zu sein“ sowohl „nicht unvermögend zu sein“ als auch „nicht notwendig seiend“. Nach moderner modallogischer Auffassung würde nur die erste, nicht aber die zweite dieser Folgerungen gelten (aus „es ist möglich, dass p“ folgt „es ist nicht der Fall, dass es nicht möglich ist, dass p“, aber nicht „es ist nicht notwendig, dass p“). Der Grund hierfür liegt darin, dass für Aristoteles „vermögend zu sein“ wie gesagt immer auch „vermögend nicht zu sein“ einschließt. Das Subjekt kann also nicht notwendig sein, dann hätte es nicht mehr das Vermögen, nicht zu sein. Aristoteles selbst weist darauf hin, dass bei diesem Verständnis von „vermögend“ aus „notwendig seiend“ nicht folgt „vermögend zu sein“, eine Schlussfolgerung, die nach moderner Auffassung gültig ist. Aristoteles zufolge gibt es jedoch noch eine andere Lesart von „vermögend“ nach der diese Schlussfolgerung gültig ist, diese würde dann eher der modernen Auffassung entsprechen.

#### Privation und Kontrarität (14. Kapitel)
Im letzten Kapitel geht es erneut um die bereits in Kapitel 10 behandelten Privationen sowie den aus Kapitel 7 bekannten Begriff „konträr“. So lassen sich zu dem Satz „Jeder Mensch ist gerecht“ anscheinend zwei konträre Aussagen bilden „Kein Mensch ist gerecht“ und „Jeder Mensch ist ungerecht“. Nach Aristoteles ist der erste Satz im eigentlichen Sinne konträr, der andere nur „mitfolgend“, d. h. indirekt.

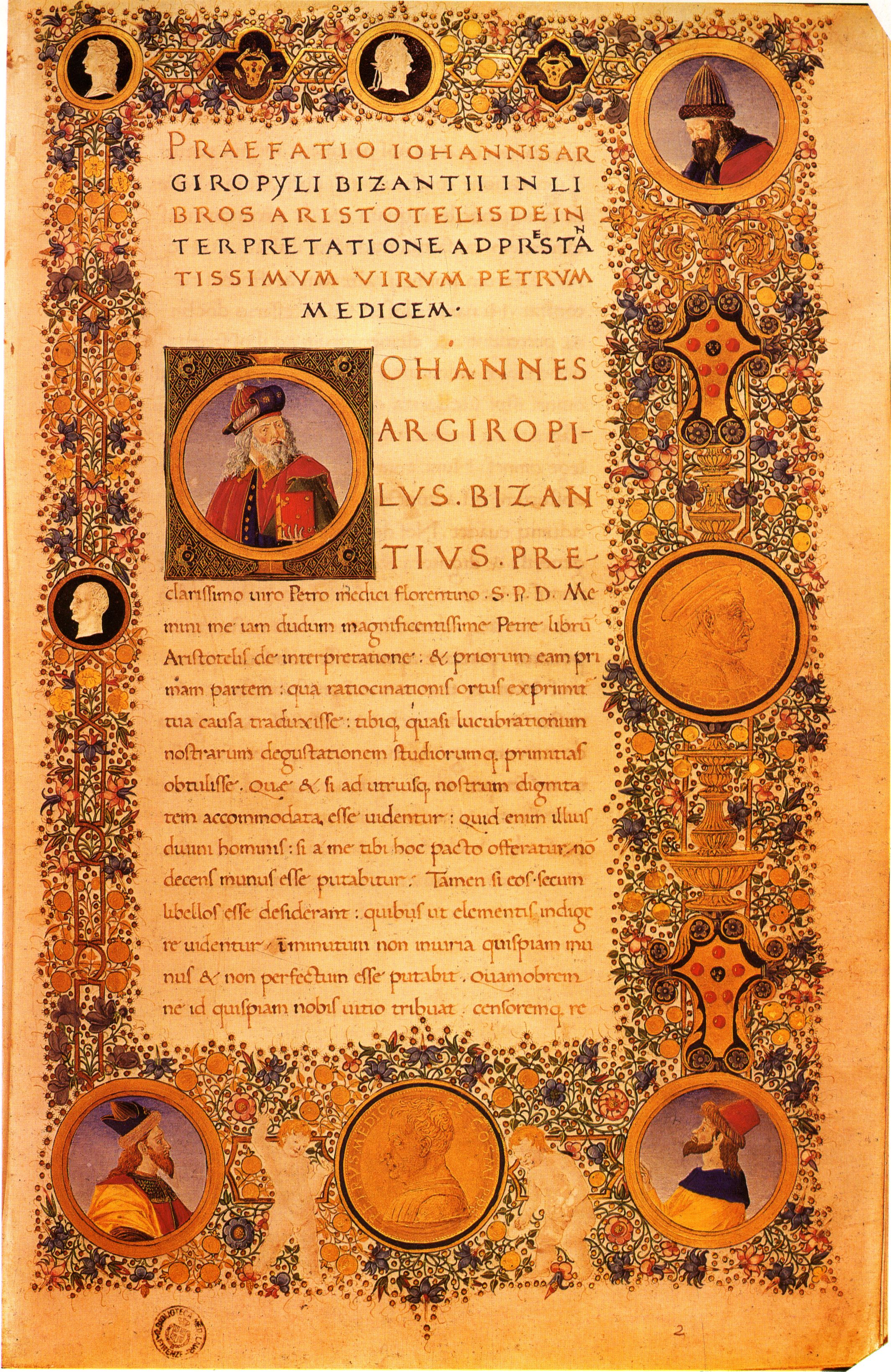
Das Vorwort des Johannes Argyropulos zu seiner lateinischen Übersetzung von De interpretatione im Widmungsexemplar für Piero di Cosimo de’ Medici. Florenz, Biblioteca Medicea Laurenziana, Plut. 71.7, fol. 2r (15. Jahrhundert)

## Rezeption
Es sind zahlreiche lateinische Übersetzungen der Lehre vom Satz erhalten, die erste von Boethius (6. Jahrhundert). Die erste neuhochdeutsche Übersetzung stammt von Karl Zell aus dem Jahr 1837.

## Textausgaben
- Aristoteles: Aristoteles graece, ex recensione Immanuelis Bekkeri. Academia Regia Borussica. Volumen prius. Berolini apud Georgium Reimerum a. 1831, pp. 16-24
- Aristoteles: De interpretatione. In: Lorenzo Minio Paluello (Hrsg.): Aristotelis categoriae et liber de interpretatione, Oxford University Press, Oxford 1949 (maßgebliche kritische Ausgabe)
- Aristoteles: De interpretatione. Hrsg. Hermann Weidemann, Walter de Gruyter, Berlin 2014

## Übersetzungen
deutsch
- Aristoteles: Kategorien Lehre vom Satz (Peri hermeneias), übersetzt, mit einer Einleitung versehen und erklärenden Anmerkungen versehen von Eugen Rolfes, unveränderte Neuausgabe der 1958 der 2. Aufl. von 1925, Nachdruck Meiner, Hamburg 1974, ISBN 3-7873-0002-3
- Aristoteles: Kategorien und Hermeneutik, übersetzt von Paul Gohlke, Paderborn 1951
- Aristoteles: Peri hermeneias, übersetzt und erläutert von Hermann Weidemann (= Aristoteles: Werke in deutscher Übersetzung, hrsg. Hellmut Flashar, Bd. 1 Teil 2), Wissenschaftliche Buchgesellschaft, Darmstadt 1994
- Aristoteles: Kategorien, Hermeneutik, übersetzt von Hans Günter Zekl, Meiner, Hamburg 1998, ISBN 3-7873-1313-3 (griechischer Text der Ausgabe von Minio-Paluello mit deutscher Übersetzung)
- Aristoteles: Erklärungen, übersetzt von Gottfried Scherer, Bautz, Nordhausen 2012, ISBN 978-3-88309-752-7  (incl. griechischem Text der Bekker'schen Ausgabe von 1831 mit Varianten von Lorenzo Minio Paluello)

lateinisch (antik und mittelalterlich)
- Aristoteles: De interpretatione vel peri ermenias. Translatio Boethii, specimina translationum recentiorum, translatio Guillelmi de Moerbeka (= Aristoteles Latinus, Bd. II.1-2), hrsg. von Lorenzo Minio-Paluello, Gérard Verbeke, Bruges/Paris 1965